# Rödern (Remptendorf)
Rödern ist ein Weiler der Gemeinde Remptendorf im Saale-Orla-Kreis in Thüringen.

## Geografie
Ein Vierseitenhof, der in der Landschaft des Südostthüringer Schiefergebirges bei etwa 550 m über NN mit Wiesen und Wäldern umgebenen liegt, ist das wieder instandgesetzte Freigut. Der Nachbarweiler ist Lückenmühle. Verkehrsmäßig ist das Freigut über die Landesstraße 1100 mit Anschluss an die Landesstraße 1102 Bad Lobenstein und Remptendorf gut erreichbar.

## Geschichte
Das Freigut Rödern wurde 1419 erstmals urkundlich erwähnt. Es gehörte zur reußischen Herrschaft Lobenstein, die zur Linie Reuß-Lobenstein gehörte. 1848 kam der Ort zum Fürstentum Reuß jüngerer Linie (ab 1852 zum Landratsamt Schleiz) und 1919 zum Volksstaat Reuß. Seit 1920 gehört der Ort zu Thüringen.
Der Vierseitenhof wurde nach 1990 aufwändig saniert und ist ein Feriengut geworden.